# Philip Kearny síremléke
Philip Kearny síremléke (Philip Kearny Memorial Grave) az Arlingtoni Nemzeti Temetőben áll.
Philp Kearny lovassági tisztként vett részt a mexikói–amerikai háborúban, ahol a churubuscói csatában elvesztette bal karját. Az amerikai polgárháború kitörésekor visszatért a seregbe. Dandártábornoknak nevezték ki. Kiképezte és vezette az Első New Jersey-i Dandárt. 1862. szeptember 1-jén elesett a második Bull Run-i csatában. Robert E. Lee konföderációs tábornok átadta a holttestét az északiaknak, hogy megfelelően eltemethessék.
Kearnyt először a New York-i Szentháromság templomban helyezték végső nyugalomra. 1911-ben földi maradványait az Arlingtoni Nemzeti Temetőben, a tisztek sírkertjének keleti részén hantolták el. A ceremónián William Howard Taft elnökölt. 1914-ben ismét kihantolták, és a temető más részén temették el, egy olyan helyen, amely megfelelt a síremlékének tervezett nagyméretű lovas szobor felállításához.
A szobrot Edward Clark Potter szobrász készítette, akinek legismertebb munkái a New York-i közkönyvtár előtt elhelyezett márványoroszlánok. Philp Kearnyt polgárháborús egyenruhában ábrázolta a művész. A bronzszobor gránittalapzaton áll. Az avatóbeszédet Thomas Woodrow Wilson elnök mondta 1914. november 11-én. A temetőben csak két lovas szobor van, a másik John Dill síremlékén áll. Az emlékművet 2015 nyarán restaurálták.